# أمينة عيسى
أمينة عيسى عبد الله (ولدت في 1975 في البحرين) مستشارة قانونية وكاتبة بحرينية.

## النشأة والتعليم
تخرجت في العام 1997 من جامعة الكويت وحصلت على شهادة ليسانس في الحقوق ومن ثم التحقت ببرنامج الماجستير في الجامعة ذاتها وفي الوقت ذاته كانت تمارس مهنة المحاماة في دولة الكويت. حصلت على الماجستير من الأكاديمية الملكية للشرطة في عام 2019.

## المسيرة المهنية
عُينت أمينة في العام 2000 ضابطة تحقيق في الشرطة النسائية بوزارة الداخلية. شغلت منصب مسئولة قسم الشرطة النسائية بقيادة أمن المنطقة الوسطى وكانت مختصة بالنظر في قضايا الأحداث والنساء وذلك منذ العام 2001 وحتى العام 2004. في العام 2004 صدر قرار وزاري بتعيينها مساعد نيابة في النيابة العامة. في مارس 2005 صدر الأمر الملكي بتعيينها وكيلة النائب العام وكانت مختصة بالنظر والتحقيق في القضايا الخاصة بنيابة المحافظة الجنوبية وقضايا المرور والأحداث. في سبتمبر 2006 صدر قرار من النائب العام علي فضل البوعينين بإنشاء نيابة متخصصة لقضايا الأحداث كُلفت بالعمل فيها.[بحاجة لمصدر]
في 23 نوفمبر 2006 أصدر النائب العام علي فضل البوعينين تعليماته بتكليف وكيلة النائب العام أمينة بحضور جلسات نظر قضايا الأحداث والمرافعة وتمثيل النيابة العامة في تشكيل تلك المحكمة وبذلك تكون وكيلة النيابة العامة أمينة أول عضو نيابة من العنصر النسائي يشارك في تشكيل المحكمة.[بحاجة لمصدر]
في 8 مايو 2017 في سبق قضائي بالبحرين ودول مجلس التعاون الخليجي مثلت المحامي العام أمينة عيسى النيابة العامة بجلسة محكمة التمييز وهي بذلك تكون أول امرأة بحرينية ترتقي إلى مقعد ممثل النيابة بأعلى محكمة في السلطة القضائية.
في 7 أبريل 2019 أعلنت البحرين عن تعيين أول امرأة بالتفتيش القضائي حيث نُقلت للعمل في التفتيش القضائي الذي يختص بفحص أعمال أعضاء النيابة العامة وتقييم أدائهم وتنمية قدراتهم. وأوضحت أن «هذا القرار جاء إيمانا بأهمية تمكين المرأة من الاضطلاع بدورها بناء على ما تثبته من كفاءة».
في 25 نوفمبر 2019 أصدر النائب العام علي بن فضل البوعينين القرار رقم (74) لسنة 2019 بتعيين المحامي العام المستشارة أمينة عيسى وكيلا أول للتفتيش القضائي بالنيابة العامة المعني بفحص أعمال أعضاء النيابة العامة وتقييم أدائهم وتنمية قدراتهم لتكون بذلك أول امرأة تتولى هذاالمنصب.
في 29 أبريل 2021 صدر أمر ملكي بتعيين المستشارة أمينة عيسى كأول امرأة بحرينية في درجة رئيس محكمة إستئناف.
في 6 يوليو 2021 كشفت أمينة عن تغيير مسمى المحاكم التي ستنظر قضايا الطفل لتصبح قسمين: الأول محاكم العدالة الإصلاحية الكبرى وتنظر القضايا الجنائية والصغرى التي تنظر قضايا الجنح وكذلك استحداث اللجنة القضائية للطفولة وتختص بالنظر في حالات تعرض الطفل للخطر أو سوء المعاملة ويرأسها قاض وعضو من نيابة الأسرة وأحد الخبراء الاجتماعيين والنفسيين.
شاركت في الكثير من المؤتمرات والمحاضرات والندوات داخل وخارج البحرين والمتعلقة بقضايا الأحداث والتحقيق الجنائي وجميع الأمور المتعلقة بالقانون والعمل في النيابة العامة. شاركت في الكثير من الدورات التدريبية داخل وخارج البحرين والمتعلقة بالتحقيق الجنائي والمختصة بالعمل في النيابة العامة. [بحاجة لمصدر]
شاركت في لجنة إعداد مشروع المركز الوطني لحماية الطفل.[بحاجة لمصدر]

## المؤلفات
- العقوبة السالبة للحرية قصيرة المدة وبدائلها «دراسة مقارنة قي التشريع البحريني والمصري والفرنسي» (2020).[8]